# João Narciso da Silveira
João Narciso da Silveira (Florianópolis, 8 de julho de 1811 — Florianópolis, 12 de agosto de 1889) foi um político brasileiro.
Filho de Narciso José da Silveira e de Maria Joana de Jesus.
Foi deputado à Assembleia Legislativa Provincial de Santa Catarina na 23ª legislatura (1880 — 1881).
Foi agraciado com a medalha de cavaleiro da Imperial Ordem da Rosa, por decreto de 7 de setembro de 1847.